# Tony Thompson (bokser)
Anthony Tyrone "Tony" Thompson (ur. 18 października 1971 roku w Waszyngtonie) – amerykański bokser, były dwukrotny pretendent do tytułu mistrza świata wagi ciężkiej.

## Życiorys
Zawodowe starty rozpoczął 27 stycznia 2000 roku, pokonując na punkty DeShauna Harpera.
12 lipca 2008 roku, z rekordem trzydziestu jeden zwycięstw i tylko jednej porażki, stanął do walki o tytuły mistrza świata IBF, WBO, IBO z Władimirem Kliczko (50-3). Przegrał przez KO w 11 rundzie.
Od czasu porażki z Kliczką wygrał pięć kolejnych walk, dzięki czemu 7 lipca 2012 roku w Bernie dostał szansę zrewanżowania się Ukraińcowi. Ponownie przegrał, tym razem przez TKO w 6 rundzie.
23 lutego 2013 roku pokonał przez nokaut w drugiej rundzie Davida Price (15-0, 13 KO). Pięć miesięcy później odbył się rewanż, który Thompson ponownie wygrał przed czasem (TKO 5 runda).
24 sierpnia 2013 roku przegrał na punkty walkę o pas IBF International z Kubratem Pulewem (17-0, 9 KO).
22 marca 2014 roku pokonał na punkty byłego złotego medalistę olimpijskiego, Odlaniera Solisa (20-1, 13 KO).
6 czerwca 2014 roku przegrał jednogłośnie na  punkty z Carlosem Takamem (29-1-1, 24 KO).
5 marca 2016 roku na gali w rodzinnym Waszyngtonie został znokautowany w szóstej rundzie przez Kubańczyka Luisa Ortiza (24-0, 21 KO).